# Luca Sacchi
Luca Sacchi (Milán, Italia, 10 de enero de 1968) es un nadador italiano retirado especializado en pruebas de cuatro estilos, donde consiguió ser medallista de bronce olímpico en 1992 en los 400 metros.

## Carrera deportiva
En los Juegos Olímpicos de Barcelona 1992 ganó la medalla de bronce en los 400 metros estilos, con un tiempo de 4:16.34 segundos, tras el húngaro Tamás Darnyi y el estadounidense Eric Namesnik; también ganó el oro en la misma prueba en el Campeonato Europeo en piscina larga de Atenas 1991.